# Міжнародний аеропорт Гао
Міжнародний аеропорт Гао (IATA: GAQ, ICAO: GAGO) — аеропорт у Гао, Малі. Злітно-посадкова смуга аеропорту перетинає початковий меридіан.

## Авіакомпанії та напрямки
| Авіакомпанія | Пункт призначення |
| ------------ | ----------------- |
| Sky Mali     | Бамако            |

Окрім цивільних перевезень, Гао також обслуговує сусідню малійську військову базу Camp Firhoun Ag Alinsar, а також німецький військовий табір «Кастор», цивільно-військовий миротворчий супертабір Організації Об'єднаних Націй (обидва підтримують багатопрофільну інтегровану стабілізаційну місію ООН у Малі) та французьку військову базу, що підтримує операцію «Бархане». Повітряні сили Великої Британії також розмістили в Гао вертольоти Chinook.